# Anton Maria Del Chiaro
Anton-Maria Del Chiaro (n. 1650) a fost un învățat italian, care a servit în Țara Românească ca secretar al domnului Constantin Brâncoveanu și tutore al copiilor lui Ștefan Cantacuzino. Opul său Revoluțiile Valahiei (publicat în limba italiană la Veneția, în 1718, cu titlul Istoria delle moderne rivoluzioni della Valachia) constituie un document important privitor la istoria românilor, cuprinzând informații generale despre Țara Românească și despre domniile lui Șerban Cantacuzino, Constantin Brâncoveanu și Ștefan Cantacuzino.

## Biografie
Născut într-o familie evreiască din Livorno cu numele de David Teglia, a fost convertit și botezat catolic la vârsta de 14 ani, pe 17 decembrie 1683, la Domul din Florența; conform obiceiului, a luat numele nașului său, Leon Battista Del Chiaro. Antonio Maria Del Chiaro a studiat mult timp în Toscana și Padova. În jurul anului 1700, s-a stabilit la Veneția, unde i-a cunoscut pe Apostolo Zeno, Antonio Vallisneri și alți savanți. În 1709, a fost invitat să vină în Țara Românească, unde domnul acesteia, Constantin Brâncoveanu, căuta un secretar. A ajuns la București în 1710.
După depunerea și moartea lui Brâncoveanu în 1714, Del Chiaro a rămas în Țara Românească ca profesor de italiană și latină pentru unii tineri prinți. Ca secretar diplomatic, l-a servit pe noul domn, Ștefan Cantacuzino, și pe succesorul acestuia, Nicolae Mavrocordat. Când, în 1716, Mavrocordat a fost depus de trupele prințului Eugen de Savoia și ținut prizonier, Del Chiaro l-a însoțit la Hermannstadt (Sibiu), apoi s-a întors la Veneția în 1717, unde a început să scrie lucrarea sa principală, Istoria delle moderne rivoluzioni della Valachia, care a fost publicată în anul următor.
Pe la sfârșitul anului 1718 sau la începutul anului 1719, Antonio Maria Del Chiaro, din motive neexplicate, s-a stabilit la Londra, dar nu a reușit să trăiască bine acolo și în curând a rămas fără bani. Cu toate acestea, abia în 1726 a ales să se întoarcă în Italia, unde a trebuit să ceară sprijin financiar de la prietenul său Apostolo Zeno; a acceptat poziția de profesor de latină, retorică și istorie în Portoferraio, pe Insula Elba. După 1727, i se pierde urma.